# Crow Lagoon
Crow Lagoon är en sjö i Kanada.   Den ligger i provinsen British Columbia, i den sydvästra delen av landet, 3 900 km väster om huvudstaden Ottawa. Crow Lagoon ligger 84 meter över havet. Arean är 0,44 kvadratkilometer. Den sträcker sig 0,8 kilometer i nord-sydlig riktning, och 0,8 kilometer i öst-västlig riktning.
I omgivningarna runt Crow Lagoon växer i huvudsak barrskog. Trakten runt Crow Lagoon är nära nog obefolkad, med mindre än två invånare per kvadratkilometer.